# Menhir von Dexheim
Der Menhir von Dexheim (auch als Der Dicke Stein bezeichnet) ist ein Menhir bei Dexheim im Landkreis Mainz-Bingen in Rheinland-Pfalz.

## Lage
Der Stein befindet sich seit 2000 direkt in der Ortsmitte von Dexheim auf dem Freien Platz. Er soll ursprünglich in der Gewann „In den Rech“ gestanden haben, diente im Mittelalter als Grenzstein und wurde später an die K 44 umgesetzt. 3,1 km nordnordöstlich seines heutigen Standorts befindet sich der Menhir von Nierstein.

## Beschreibung
Der Menhir hat eine Höhe von 145 cm, eine Breite von 140 cm und eine Tiefe von 120 cm. Zum Material liegen keine Angaben vor. Der Menhir ist rundlich und seine Oberseite ist sattelförmig. Die Hälfte seiner Oberfläche weist starke Verwitterungen in Form von Furchen und Löchern auf.
An einer der glatten Seiten ist eine kleine Metalltafel mit einem kurzen Informationstext zur Geschichte des Menhirs angebracht.